# Koalition der Willigen

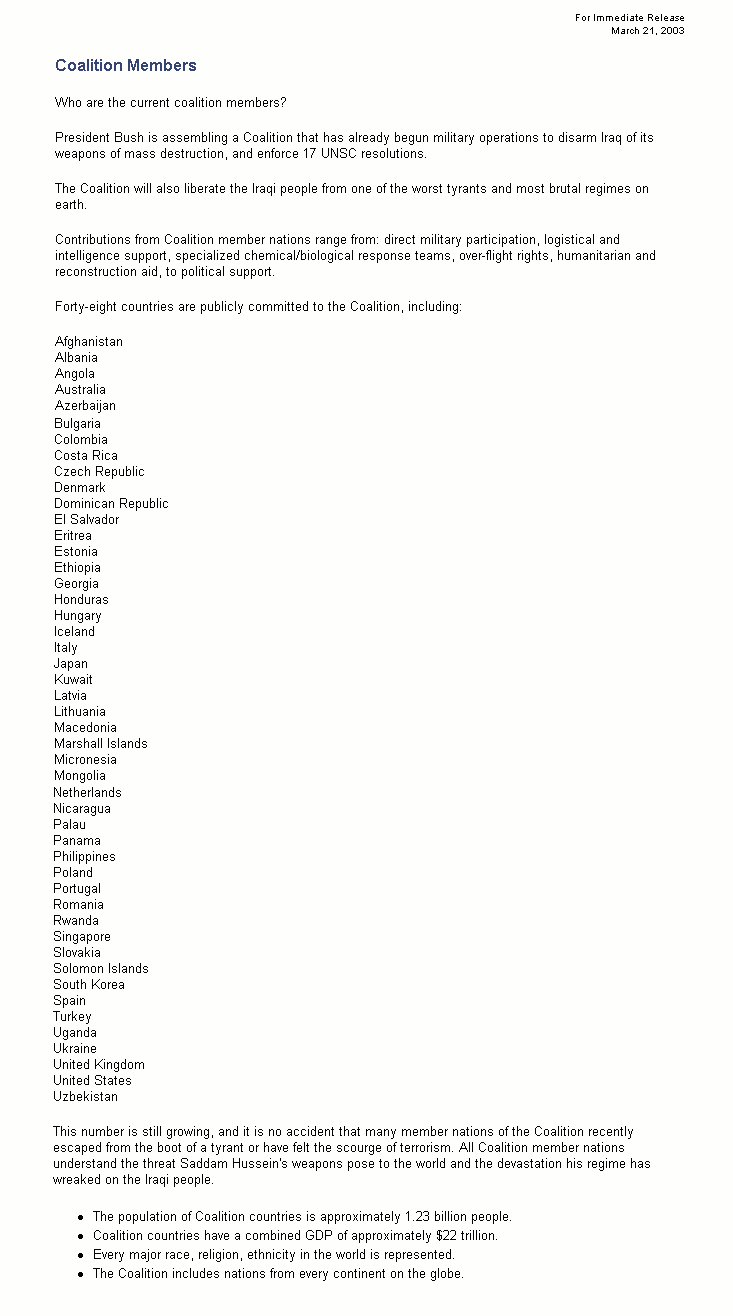
Original-Liste vom 21. März 2003

Als Koalition der Willigen oder als Koalition der Wollenden (im englischen Original „coalition of the willing“) bezeichneten insbesondere die US-amerikanischen Gründer dieser Koalition eine Allianz von Staaten, die den völkerrechtswidrigen Angriff der USA im Frühjahr 2003 auf den Irak im Dritten Golfkrieg politisch und militärisch unterstützten. Der Begriff steht im Gegensatz zum von George W. Bush geprägten Ausdruck „Achse des Bösen“, zu der der Irak gezählt wurde. Die genaue Anzahl der Mitgliedsstaaten war und ist unklar, da einige der Mitglieder – vor allem Golfstaaten – nicht genannt werden wollten oder ihre Zugehörigkeit dementierten.

## Beteiligte Länder

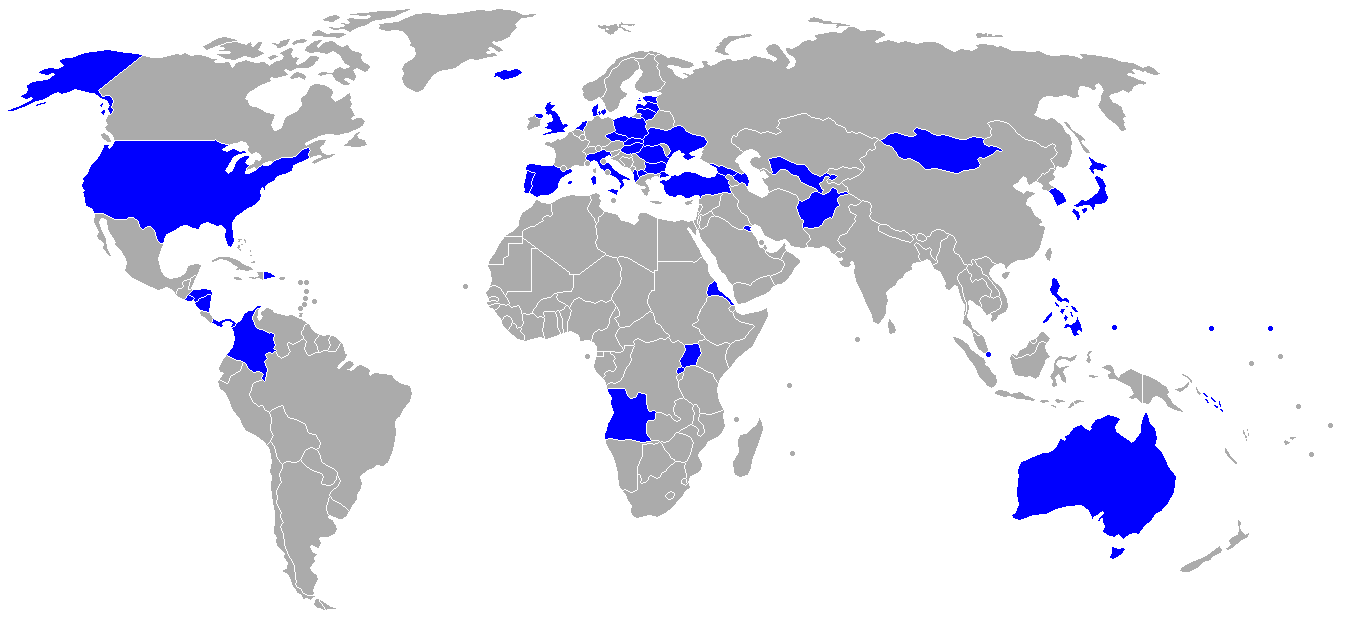
Koalition der Willigen zu Beginn des Krieges

Nach Angaben der USA umfasste die Koalition der Willigen in der Zeit ihrer Gründung 54 Mitglieder (13 der damals 19 NATO-Mitglieder):
Afghanistan, Albanien, Angola, Armenien, Aserbaidschan, Äthiopien, Australien, Bahrain, Bulgarien, Costa Rica, Dänemark *, Dominikanische Republik, El Salvador, Eritrea, Estland, Fidschi, Georgien, Vereinigtes Königreich *, Honduras, Island *, Italien *, Japan, Jordanien, Katar, Kolumbien, Kuwait, Lettland, Litauen, Mazedonien, Mikronesien, Nicaragua, Niederlande *, Norwegen *, Oman, Palau, Philippinen, Polen *, Portugal *, Rumänien, Saudi-Arabien, Singapur, Slowakei, Slowenien, Spanien *, Südkorea, Thailand, Tonga, Tschechien *, Türkei *, Ukraine, Ungarn *, Usbekistan, Vereinigte Arabische Emirate, Vereinigte Staaten *.
Im September 2004 wurde Costa Rica, das keine Armee hat und politische Unterstützung angeboten hatte, auf offiziellen Wunsch des Landes von der Liste entfernt.
In Italien, Spanien, Großbritannien und der Türkei war die Bevölkerung laut Umfragen mehrheitlich gegen diesen Krieg. In Tschechien war die Bevölkerung mehrheitlich gegen und der scheidende Staatspräsident Václav Havel für diesen Krieg.
Die Koalition der Willigen hatte in erster Linie politische Bedeutung: Nachdem der UN-Sicherheitsrat eine Resolution ablehnte, die den Angriff auf den Irak unterstützt hätte, wollte George W. Bush demonstrieren, dass die USA nicht alleine in den Krieg zögen. Die praktische Bedeutung dieser Koalition gilt als unklar.
An der Koalition hatten drei Gruppen von Staaten einen Anteil. Erstens waren das Verbündete der USA schon aus der Zeit des Kalten Krieges, also alte NATO- bzw. ANZUS-Mitglieder wie Großbritannien, Australien, Italien oder die Niederlande. Zweitens setzten sich ehemalige Ostblockstaaten fast einstimmig für den Krieg ein, darunter nicht nur neue NATO-Mitglieder, sondern auch Länder wie die Ukraine, Georgien, Albanien oder Mazedonien. Die dritte Gruppe bildeten Entwicklungs- und Schwellenländer wie die Philippinen (bis Juli 2004), Thailand (bis Juli 2004) oder die Dominikanische Republik. Die pazifischen Staaten Palau und Mikronesien haben ihre Verteidigungspolitik über sogenannte Freie Assoziierungsabkommen mit den USA dauerhaft verbunden.
Nach dem Rückzug der spanischen Soldaten Mitte April 2004 begann die Koalition der Willigen zu bröckeln. Kurze Zeit nach der Entscheidung der neuen spanischen Regierung (Kabinett Zapatero I) folgten Norwegen, Honduras und die Dominikanische Republik. Mitte Juli 2004 folgten die Philippinen und Thailand. Italien (Kabinett Berlusconi II) kündigte im März 2005 an, seine Truppen ab dem Herbst 2005 aus dem Irak abzuziehen.

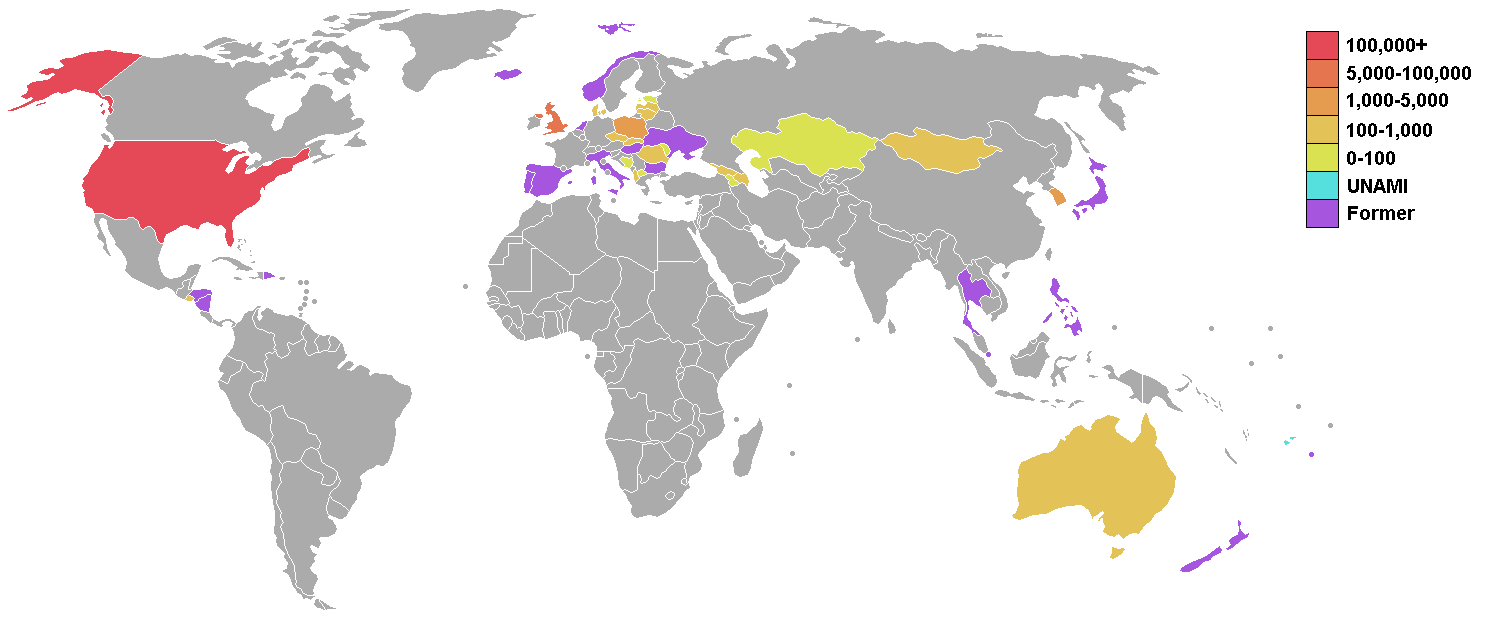
Koalition der Willigen, März 2006 (UN-Unterstützungsmission türkis, ehemalige violet)

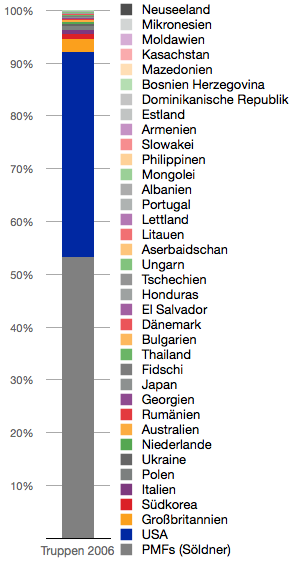
Anteil und Herkunft der Besatzungstruppen im Irak, 2006

Folgende Länder hatten im Juni 2006 Truppen im Irak stationiert (15 der damals 26 NATO-Mitglieder):
| Staat                    | Anzahl  |
| ------------------------ | ------- |
| Vereinigten Staaten *    | 138.000 |
| Vereinigtes Königreich * | 8.900   |
| Südkorea                 | 3.200   |
| Italien *                | 2.754   |
| Polen *                  | 2.500   |
| Ukraine                  | 1.650   |
| Australien               | 1.300   |
| Niederlande *            | 1.260   |
| Rumänien *               | 865     |
| Georgien                 | 850     |
| Japan                    | 550     |
| Fidschi                  | 500     |
| Thailand                 | 443     |
| Bulgarien *              | 418     |
| Dänemark *               | 409     |
| El Salvador              | 380     |
| Honduras                 | 378     |
| Tschechien *             | 317     |
| Ungarn *                 | 300     |
| Aserbaidschan            | 150     |
| Litauen *                | 150     |
| Lettland *               | 136     |
| Portugal *               | 128     |
| Albanien                 | 120     |
| Mongolei                 | 100     |
| Philippinen              | 100     |
| Slowakei *               | 85      |
| Armenien                 | 46      |
| Estland *                | 43      |
| Dominikanische Republik  | 42      |
| Bosnien und Herzegowina  | 37      |
| Mazedonien               | 33      |
| Kasachstan               | 29      |
| Mikronesien              | 15      |
| Moldau                   | 12      |
| Neuseeland               | 9       |

Nach dem Regierungswechsel in Polen kündigte der neue Ministerpräsident Donald Tusk im November 2007 an, ab 2008 die polnischen Truppen aus dem Irak abzuziehen. Nach der Parlamentswahl am 24. November 2007 kündigte der designierte australische Premierminister Kevin Rudd einen Abzug der australischen Truppen aus dem Irak bis Mitte 2008 an.
Im August 2008 zog Georgien alle 2000 Soldaten aus dem Irak ab. Dies hatte keine politischen, sondern militärische Gründe: diese Soldaten sollten in den Kaukasuskrieg (Konflikt gegen Russland um Südossetien und Abchasien) eingreifen.
Zusätzlich wurden um 2008 nach offiziellen Angaben noch schätzungsweise 190.000 Mitarbeiter von Privaten Sicherheits- und Militärunternehmen (Söldner) eingesetzt, davon 25.000–30.000 im Sicherheitsbereich.

## Rolle Deutschlands
Die Unterstützung durch den erklärten Kriegsgegner Deutschland mittels Gewährung von Überflugrechten, Übernahme der Bewachung US-amerikanischer Stützpunkte durch einige tausend Bundeswehrsoldaten sowie Erlaubnis der Nutzung von Standorten für Kampfflugzeuge und Nachschub wird häufig als bedeutsamer betrachtet als die Unterstützung durch manche Koalitionsmitglieder. Sie wurde aber nicht von einer speziellen Übereinkunft hergeleitet, sondern von Deutschlands permanenten Bündnisverpflichtungen.
Deutschland wurde von den USA offiziell nicht zur Koalition gezählt. Einige islamistisch-fundamentalistische Websites drohten Deutschland mit Anschlägen – Experten des Bundeskriminalamtes hatten in den Vereinigten Arabischen Emiraten von März bis Mai 2004 etwa 230 irakische Polizisten ausgebildet. Dieses Projekt war im Oktober 2003 beim Besuch des damaligen Bundeskanzlers Gerhard Schröder (SPD) in Abu Dhabi vereinbart worden.
Ende 2004 schulten Deutsche Iraker im Umgang mit Bundeswehr-LKWs; die Bundeswehr überließ dem Irak 100 gebrauchte Lastwagen.
Juristische Bewertung in Deutschland
Das Bundesverwaltungsgericht begründete sein Grundsatzurteil vom 21. Juni 2005 auszugsweise wie folgt (aus der schriftlichen Urteilsbegründung ab Seite 89):
Der NATO-Vertrag enthält darüber hinaus einen ausdrücklichen rechtlichen Vorbehalt, wonach keine Vertragspartei durch den NATO-Vertrag oder durch spätere Entscheidungen bei der Durchführung des Vertrages (z. B. Beschlüsse in den NATO-Gremien) gezwungen werden kann, gegen die eigene Verfassung zu verstoßen (sog. „protective clause“). Auf nachdrückliches Betreiben der damaligen US-Regierungsadministration des Präsidenten Truman ist 1949 in die „Urfassung“ des NATO-Vertrages die Klausel aufgenommen worden, die sowohl seine Ratifizierung als auch seine Durchführung in Art. 11 Satz 1 einem ausdrücklichen Verfassungsvorbehalt unterstellt. In dieser Regelung wird explizit bestimmt, dass der NATO-Vertrag „von den Parteien in Übereinstimmung mit ihren verfassungsmäßigen Verfahren zu ratifizieren und in seinen Bestimmungen durchzuführen ist“. Damit sind mögliche Konflikte zwischen dem NATO-Vertrag, seiner Durchführung und daraus (für die Mitgliedstaaten) resultierenden Verpflichtungen einerseits und der jeweiligen Verfassung des einzelnen Mitgliedstaates andererseits von vornherein entschieden worden. Die verfassungsrechtliche Regelung des jeweiligen Bündnis- und Vertragspartners geht im Konfliktfalle der NATO-Vertragsregelung (und den zur Durchführung des Vertrages getroffenen Entscheidungen) vor. Es gibt nach dem NATO-Vertrag mithin keine rechtlichen Bündnisverpflichtungen jenseits des Verfassungsrechts des jeweiligen Mitgliedstaates und damit auch nicht jenseits der durch Art. 20 Abs. 3 GG begründeten Bindung der (deutschen) „vollziehenden Gewalt“ an „Recht und Gesetz“ sowie an die „allgemeinen Regeln des Völkerrechts“ (Art. 25 GG).
Weitere Zitate aus der schriftlichen Urteilsbegründung (Leitsätze, Punkt 6 und 7):
6. Gegen den am 20. März 2003 von den USA und vom Vereinigten Königreich (UK) begonnenen Krieg gegen den Irak bestanden und bestehen gravierende rechtliche Bedenken im Hinblick auf das Gewaltverbot der UN-Charta und das sonstige geltende Völkerrecht. Für den Krieg konnten sich die Regierungen der USA und des UK weder auf sie ermächtigende Beschlüsse des UN-Sicherheitsrates noch auf das in Art. 51 UN-Charta gewährleistete Selbstverteidigungsrecht stützen.
7. Weder der NATO-Vertrag, das NATO-Truppenstatut, das Zusatzabkommen zum NATO-Truppenstatut noch der Aufenthaltsvertrag sehen eine Verpflichtung der Bundesrepublik Deutschland vor, entgegen der UN-Charta und dem geltenden Völkerrecht völkerrechtswidrige Handlungen von NATO-Partnern zu unterstützen.
Weiter:
Die Regierung der Bundesrepublik Deutschland hat nach den vom Senat getroffenen Feststellungen im Zusammenhang mit dem Krieg gegen den Irak den Regierungen der USA und des UK die Zusage gemacht und erfüllt, für den Luftraum über dem deutschen Hoheitsgebiet ›Überflugrecht‹ zu gewähren, ihre in Deutschland gelegenen ›Einrichtungen‹ zu nutzen und für den Schutz dieser Einrichtungen in einem näher festgelegten Umfang zu sorgen; außerhalb hat sie dem Einsatz deutscher Soldaten in AWACS-Flugzeugen zur ›Überwachung des türkischen Luftraumes‹ zugestimmt.

## Sonstige Rezeption
Die Bezeichnung hat als Bezeichnung für Zusammenschlüsse Gleichgesinnter Eingang in den deutschen Sprachgebrauch gefunden. Am 19. August 2025 referenzierte Bundeskanzler Friedrich Merz die Koalition der Willigen, um ein Bündnis von Staaten zu beschreiben, die die Ukraine in Folge des Russischen Überfalls auf die Ukraine mit Sicherheitsgarantien ausstatten wollen.